# Penisola di Hut Point
La penisola di Hut Point (in inglese Hut Point Peninsula) è una penisola larga 4,8 km e lunga 24 km che si protende dalle pendici meridionali del monte Erebus sull'isola di Ross in Antartide.
Il territorio è stato utilizzato durante la spedizione Discovery (1901-04) da Robert Falcon Scott per la costruzione di un rifugio, in località Hut Point a circa 1,6 chilometri a nord est di capo Armitage (l'estremità meridionale della penisola). Durante la spedizione Terra Nova (1910-13) Scott decise invece di costruire il campo base a capo Evans pur continuando ad utilizzare il vecchio rifugio durante le esplorazioni della zona. In questo periodo l'equipaggio inizia a chiamare la regione "penisola di Hut Point".
Le basi scientifiche McMurdo (USA) e Scott (Nuova Zelanda) sono localizzate sulla penisola di Hut Point.

## Conservazione
La penisola è uno dei principali siti della Epoca eroica dell'esplorazione antartica e contiene strutture e relitti di notevole interesse storico. L'area su cui sorge il rifugio di Hut Point, per il suo valore storico, è stata designata come Area Specialmente Protetta dell'Antartide (codice ASPA 158).